# التهاب الشغاف الجرثومي تحت الحاد
التهاب الشغاف الجرثومي تحت الحاد (بالإنجليزية: Subacute bacterial endocarditis)‏ هو نوع من أنواع التهاب الشغاف (بالتحديد التهاب الشغاف العدوائي). يُمكن أعتبار التهاب الشغاف الجرثومي تحت الحاد نوع من أنواع فرط الحساسية نوع ثلاثة.

## العلامات والأعراض
علامات وأعراض التهاب الشغاف الجرثومي تحت الحاد:
- توعك.
- ضعف.
- تعرق شديد.
- حمى.

## الأسباب

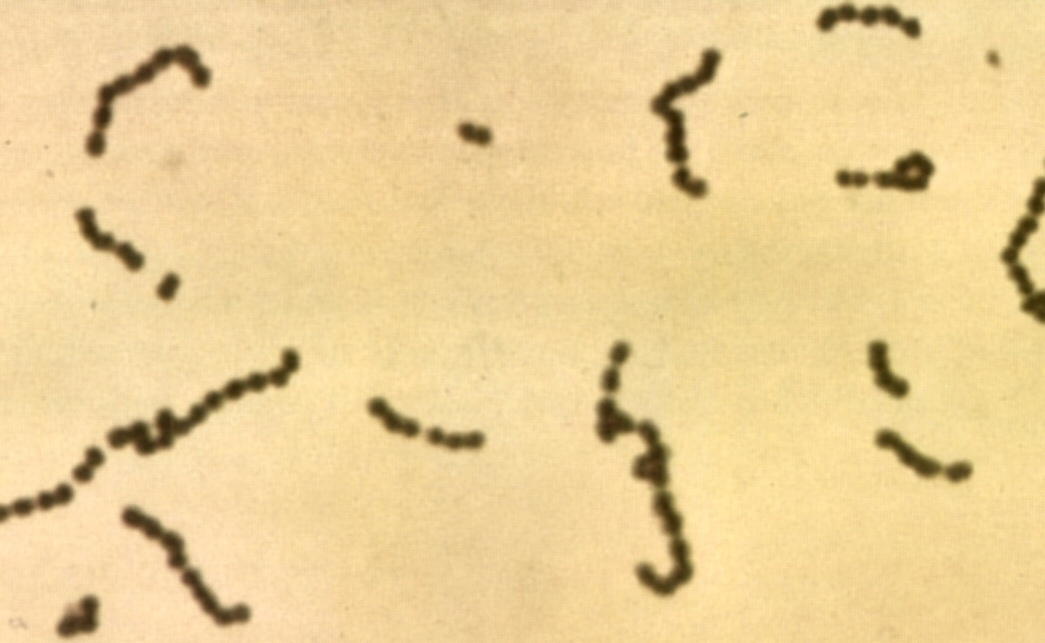
بكتيريا عقدية.

يعود سبب الإصابة بالتهاب الشغاف الجرثومي تحت الحاد إلى البكتيريا العقدية والتي تتوطن بالعادة الفم، مثل العقدية الطفرية.